# Nematops nanosquama
Nematops nanosquama är en fiskart som beskrevs av Amaoka, Kawai och Bernard Séret 2006. Nematops nanosquama ingår i släktet Nematops och familjen flundrefiskar. Inga underarter finns listade i Catalogue of Life.